# Narodni park Torres del Paine
Narodni park Torres del Paine (špansko Parque Nacional Torres del Paine)  je narodni park, ki obsega gore, ledenike, jezera in reke v južni čilski Patagoniji. Kordiljera del Paine je osrednji del parka. Leži na prehodnem območju med magellanovimi subpolarnimi gozdovi in patagonskimi stepami. Park je 112 km severno od Puerto Natalesa in 312 km severno od Punta Arenasa. Park meji na narodni park Bernardo O'Higgins na zahodu in narodni park Los Glaciares na severu na argentinskem ozemlju. Paine pomeni 'modro' v domačem Tehuelche (Aonikenk) jeziku in se izgovori PIE-nay. 
Narodni park Torres del Paine je del Sistema Nacional de Áreas Silvestres Protegidas del Estado de Chile (Nacionalni sistem zavarovanih gozdnih območij Čila). V letu 2013 je meril približno 181.414 hektarjev. Je eden največjih in najbolj obiskanih parkov v Čilu. Park obišče povprečno okoli 252.000 obiskovalcev letno, od tega 54 % tujih turistov, ki prihajajo iz številnih držav sveta.
Park je eden od 11 zavarovanih območij regije Magallanes in čilske Antarktike (skupaj s štirimi narodnimi parki, tremi narodnimi rezervati in tremi narodnimi spomeniki). Skupaj zaščitena gozdna območja obsegajo približno 51 % ozemlja v regiji (6.728.744 hektarov).
Za Torres del Paine so značilni trije granitni vrhovi gorskega območja Paine ali masiva Paine. V višino segajo do 2500 metrov nad morsko gladino in se navezujejo na Cuernos del Paine. Območje vsebuje tudi doline, reke, kot so Paine, jezera in ledenike. Znana jezera so jezero Grey, Pehoé, Nordenskiöld in Sarmiento. Ledeniki, vključno Grey, Pingo in Tyndall, pripadajo ledenemu polju južne Patagonije.

## Zgodovina
Lady Florence Dixie je v svoji knjigi, objavljeni leta 1880, prvič opisala območja in se sklicevala na tri stolpe, kot na Kleopatrine igle . Ona in njena stranka sta včasih priznana kot prva »tuja turista«, ki sta obiskala območje današnjega parka. 
V naslednjih desetletjih je območje obiskalo več evropskih znanstvenikov in raziskovalcev, med njimi Otto Nordenskiöld, Carl Skottsberg in Alberto María de Agostini. Gunther Plüschow je bil prvi, ki je letel nad masivom Paine.
Park je bil ustanovljen leta 1959 kot Parque Nacional de Turismo Lago Grey (Narodni turistični park jezero Grey) in je dobil sedanje ime leta 1970.
Leta 1976 so britanski planinec John Gardner in dva gozdna čuvaja v Torres del Paine, Pepe Alarcon in Oscar Guineo, opravili pionirsko krožno pot okoli masiva Paine. 
Leta 1977 je Guido Monzino čilski vladi podaril 12.000 hektarov, ko so bile določene dokončne meje parka . Park je leta 1978 Unesco določil kot biosferni rezervat. 

### Požari
Leta 1985 je turist zanetil požar, ki je uničil okoli 150 km² parka. Ogenj je prizadel območja vzhodno in južno okoli jezera Pehoé.
Februarja 2005 je nenadni požar, ki ga je zanetil češki nahrbtnikar in je trajal približno deset dni, uničil 155 km², vključno s približno 2 km² avtohtonega gozda. Češka vlada je ponudila pomoč po požaru in donirala milijon ameriških dolarjev za prizadevanja za ponovno pogozdovanje  .
Konec decembra 2011 do januarja 2012 je požar, ki ga je domnevno zanetil izraelski nahrbtnikar , požgal približno 176 km² rezervata, ki je uničil približno 36 km² naravnega gozda in vplival na večino območij okoli jezera Pehoé in zahodnih območij okoli jezera Sarmiento, a se je odmikal od osrednjega dela parka Kordiljere del Paine. Izraelska vlada je poslala strokovnjake za pogozdovanje na območje in se zavezala, da bo dala drevesa za ponovno nasaditev prizadetih območij. 
Kljub temu nedavne študije paleo-okolja v parku kažejo, da so bili požari pogost pojav vsaj v zadnjih 12.800 letih. 

## Geografija
V pokrajini parka prevladuje masiv Paine, ki predstavlja vzhodni dvig Andov in je na vzhodni strani ledenika Grey, ki se dramatično dviguje nad patagonsko stepo. Majhne doline ločujejo spektakularne granitne konice in gorski masivi. To so: Valle del Francés (Francoska dolina), Valle Bader, Valle Ascencio in Valle del Silencio (Dolina tišine).
Začetek Francoske doline je krnica, ki jo sestavljajo visoke stene. Kolosalne stene Cerro Cota 2000 in Cerro Catedral ločijo zahodno regijo doline. Cerro Cota 2000 je poimenovana tako zaradi njene višine, najvišja izočrta je okoli 2000 m. Cerro Catedral se imenuje tako, ker njen vzhodni obraz spominja na fasado stolnice. Na severu stoji granitni greben, imenovan Aleta de Tiburón (v prevodu 'plavut morskega psa'). Na vzhodu, od severa proti jugu, ležijo vrhovi Fortaleza (trdnjava), La Espada (meč), La Hoja (nož), La Máscara (maškara), Cuerno Norte (severni rogelj) in Cuerno Principal (glavni rogelj).
V Dolini tišine so ogromne granitne stene Cerro Fortaleza in Cerro Escudo (ščit)), ki se spogledujeta z zahodnimi obrazi Torres del Paine. Dolina Ascencio je običajna pot do razgledne točke za Torres del Paine, ki je na obali mlečno zelenega krniškega jezera. Najvišja gora skupine je Paine Grande, katere višina je bila leta 2011 izmerjena z uporabo GPS-ja in znaša  2884 m.
Južnopatagonsko ledeno polje pokriva velik del parka. Ledeniki so Dickson, Gray in Tyndall.
Med jezeri so jezero Dickson, Nordenskjöld, Pehoé, Grey, Sarmiento in jezero Del Toro. Le del slednjega je znotraj meja parka. Vsi so živo obarvani, večinoma zaradi kamninske moke, ki jo vsebuje njihova voda. Glavna reka, ki teče skozi park je reka Paine. Večina rek in jezer parka odteka v zaliv Última Esperanza preko reke Serrano.

### Podnebje
Po  Köppnovi podnebni klasifikaciji park leži v zmernem podnebju hladnega dežja brez suhe sezone. Meteorološki pogoji parka so spremenljivi zaradi kompleksne orografije.
Za območje so značilna hladna poletja s temperaturami nižjimi od 16 ° C v najtoplejšem mesecu (januar). Zima je relativno hladna, s povprečno temperaturo v juliju 5 ° C in povprečno nižjo -3 ° C. 
Najbolj deževna meseca sta marec in april, z mesečnimi povprečnimi padavinami 80 mm. To predstavlja dvojno količino glede na julij do oktobra (zima), to so najbolj suhi meseci. Izvedena je bila študija natančnih kemijskih sestavin padavin v parku. 

### Hidrologija
Park ima veliko drenažno mrežo, ki jo sestavljajo številne reke, potoki, jezera, ribniki in kaskade, ki prihajajo iz ledeniškega polja Južne Patagonije in tečejo proti severovzhodu do zaliva Última Esperanza, ki obliva obale mesta Puerto Natales. Tokovi vode izhajajo iz vzdolžnega profila in so zelo turbulentni z ostrimi spremembami v toku, ki ustvarjajo slapove in brzice.
Južnopatagonsko ledeno polje zavzema celotno zahodno stran parka. Polje hranijo štirje glavni ledeniki (od severa do juga): Dickson, Gray, Zapata in Tyndall. Ta zadnji ledenik se hitro umika. Največji je ledenik Grey. Razdeljen je na dva kraka, zaradi pojava polotoka ledu, ki se običajno imenuje Otok ali Nunatak, ki postaja očitno vsako leto malo večji. Vzhodni krak meri okoli 1,2 km, medtem ko ima zahodni širino okoli 3,6 km. Dolžina ledenika na poti proti notranjosti parka je 15 km.
Študije ledenikov v parku so znanstvenikom dale jasnejšo sliko o epohi zemlje ali kaj se je zgodilo po zadnji ledeni dobi. 
V juniju 2014 so znanstveniki odkrili fosile z vsaj 46 starodavnimi primeri skoraj popolnih okostij delfinom podobnih bitij, imenovanih ihtiozavri, ki so živeli pred 245 do 90 milijoni let. Najdba se je pojavila po taljenju ledenikov, ki so razkrili nove stene pod njim. 

### Geologija
Velik del območja masiva Paine sestavljajo kredne sedimentne kamnine, ki so bile kot lakolit intruzirane v miocenu.  Orogeni in erozijski procesi so oblikovali današnjo topografijo, erozija ledu pa je v glavnem odgovorna za oblikovanje masiva zadnjih deset tisoč let. Dober primer slednjega je Cuernos del Paine, katerega osrednji pasovi izpostavljenega granita močno nasprotujejo temnemu izgledu vrhov, ki so ostanki močno erodiranega sedimentnega stratuma.  V primeru Las Torresa, ki je bil nekoč obložen s sedimentnimi kamninami, je bil popolnoma erodiran, ostal je le bolj odporen granit.
V zadnjem ledeniškem obdobju je obseg ledenika na območju dosegel vrh pred približno pred okoli 48.000 leti, veliko prej kot pri bolj severnih lokacijah Chiloé in Llanquihue. 

## Biologija

### Rastlinstvo
Zadnja študija pomembnega obsega, ki je bila izvedena glede flore parka, je realiziral Pisano leta 1974. V tej študiji so bile preučene štiri biotskee cone, ki so sestavljale območje parka in določajo njihove vegetacijske tipe.
Narodni park Torres del Paine ima lepo vegetacijo, vključno z zimzelenim Embothrium coccineum, čilskim ognjenim grmom z močno rdečimi cevastimi cvetovi, združenimi v češuljo in Calceolaria uniflora, presenetljive oblike in barv.
Park ima 7 dokumentiranih vrst kukavičevk (Orchidaceae), vključno s Chloraea magellanica. 
V parku je bilo zabeleženih 85 tujerodnih rastlinskih vrst, od katerih jih je 75 evropskega porekla, 31 pa se smatrajo za invazivne. 
V parku so štiri vegetacijske cone: patagonska stepa, predandsko grmičevje, magellanovi subpolarni gozdovi in andska puščava. V vegetaciji patagonske stepe prevladujejo vrste Fescue (bilnice, predvsem Festuca gracillima), ki so odporne na ostre vetrove in vremenske razmere, značilne za patagonsko regijo. Nekatere prevladujoče rastlinske vrste predandskega grmičevja so Mulinum spinosum (blazinasta rastlina) in Escallonia rubra, ki sta pogosto povezani z drugimi vrstami, vključno z Anathrophyllun desideratum in Berberis buxifolia. Magellanovi subpolarni gozdovi so dom številnim vrstam dreves, kot sta listopadna Nothofagus pumilio in Nothofagus antarctica. Nad drevesno mejo v Andski puščavi uspevajo Escallonia rubra, Empetrum rubrum in Senecio skottsbergii.
V letu 1992 je bila objavljena študija o bukovih drevesih in vzorcih regeneracije gozdov. 

### Živalstvo
Gvanako je med najpogostejšimi sesalci v parku. Drugi sesalci so lisice in pume.  Dom je tudi ogroženemu čilskemu viličastemu jelenu (hippocamelus bisulcus). Raziskan je bil pumin lov na gvanake v parku.
V parku so gnezditvene populacije 15 ptičjih vrst, še dve pa se morda reproducirajo. Med njimi so andski kondor, kanja vrste Geranoaetus melanoleucus, sokol Buteo ventralis, lunj Circus cinereus, kimango Milvago chimango, magelanska rogata sova Bubo magellanicus, južna pritlikava sova Glaucidium nana. Druge ptice, ki se pojavljajo v parku, so čilski plamenec (Phoenicopterus chilensis), Darwinov nandu (Rhea pennata), labod Coscoroba coscoroba, črnovrati labod Cygnus melancoryphus, magellanova žolna Campephilus magellanicus, magellanova gos Chloephaga picta in ibis Theristicus melanopis.
- Fauna in Torres del Paine National Park
- Gvanako
- darwinov nandu
- Južnoandski jelen
- Južnoameriška siva lisica
- Karakara

## Turizem
Narodni park ima več kot 252.000 obiskovalcev na leto. Je priljubljen med pohodniki v Čilu. Obstajajo jasno označene poti in številne koče, ki nudijo zavetje in osnovne storitve. Pohodniki se lahko odločijo za enodnevni izlet za ogled stolpov, v približno petih dneh se sprehodijo po priljubljeni poti »W« ali pa v 8 do 9 dneh prehodijo celoten krog. Na nekaterih lokacijah so tudi kampi. Kuhanje s kamp gorilnikom ni dovoljeno, razen na lokacijah, kjer so restavracije. Kampiranje je dovoljeno le v določenih kampih, kurjenje ognja pa je prepovedano v celotnem parku. Fantastico Sur (privatno) in Vertice Patagonia (koncesionar) sta v parku različna ponudnika koč in kampov. Od oktobra 2016 je obvezna rezervacija kampov ali restavracij pred vstopom v park. Za manj avanturistične obiskovalce obstaja v okolici parka več hotelov.
Pohodniki v narodnem parku ne smejo hoditi izven poti. Učinek obiskovalcev na park je bil znanstveno izmerjen .
Do nekaterih delov parka je za dostop potreben pooblaščen vodnik. Formalnosti je treba opraviti pred vstopom v park.
Ugledne družbe, kot je FlashpackerConnect, ponujajo vodene pohodne ture in lahko organizirajo vso logistiko.
Obisk parkov je priporočljiv med septembrom in aprilom, med južno pomladjo, poletjem in zgodnjo jesenjo. Poleti je dnevna svetloba zelo dolga zaradi skrajne južne širine. Zunaj tega časovnega obdobja postane vreme skrajno. Med južno zimo se dnevna svetloba zmanjša le nekaj ur na dan.
Park so pri National Geographicu izbrali kot peti najlepši kraj na svetu  in TripAdvisor kot osmo čudo sveta. 